# Rosamunde Pilcher: Verlobt, verliebt, verwirrt
Rosamunde Pilcher: Verlobt, verliebt, verwirrt ist ein deutscher Film aus dem Jahre 2011.

## Handlung
Jamie Palmer kehrt nach drei Jahren in sein Geburtshaus in Newquay, Cornwall, zurück. Zu diesem Zeitpunkt feiert seine Exfreundin Julia Adams, die ihn kurz vor der Hochzeit verlassen hat, und sein Freund David Taylor jeweils ihren Junggesellenabschied. Julia verbringt die Nacht mit Jamie. Der betrunkene David beginnt dabei eine Affäre mit der Kellnerin Lucy Jones. Julias Vater Ian, ein Ginhersteller, hat seinen Geschmack verloren. Jamie hilft ihm bei seiner neuen Kreation. Nach einigen Wirrungen finden auch Julie und Jamie wieder zueinander.

## Produktion
Die Drehorte des Filmes liegen in Cornwall in England.
Die Erstausstrahlung fand am 7. September 2011 im österreichischen Fernsehen statt und am 11. September 2011 im deutschen Fernsehen.

## Kritik
TV-Spielfilm bezeichnet den Film als Schmonzettchen mit Schmunzelmomenten.